# Кайраковська сільська рада
Кайра́ковська сільська рада (рос. Кайраковский сельский совет) — муніципальне утворення у складі Мішкинського району Башкортостану, Росія. Адміністративний центр — присілок Кайраково.

## Населення
Населення — 1595 осіб (2019, 1956 в 2010, 1951 в 2002).

## Склад
До складу поселення входять такі населені пункти:
| Населений пункт     | Населення, осіб (2002) | Населення, осіб (2010) |
| ------------------- | ---------------------- | ---------------------- |
| Андрієвка, присілок | 39                     | 43                     |
| Бікшиково, присілок | 287                    | 277                    |
| Кайраково, присілок | 571                    | 585                    |
| Каргино, присілок   | 540                    | 556                    |
| Чебиково, присілок  | 514                    | 495                    |